# Mydrosoma serratum
Mydrosoma serratum är en biart som först beskrevs av Heinrich Friese 1899.  Mydrosoma serratum ingår i släktet Mydrosoma och familjen korttungebin. Inga underarter finns listade i Catalogue of Life.